# Appam
El appam (malayalam: അപ്പം) es una receta típica de las cocinas del sur de la India y Sri Lanka que se toma con mayor frecuencia para desayunar o cenar. Se llama appam en Kerala y aappam en Tamil Nadu, paddu o gulle eriyappa en Kannada, appa en cingalés y hoppers (‘saltamontes’) en inglés.
Appum o aapum (la pronunciación cambia de una región a otra) es un término equivalente a pan. En ciertas partes del país se llama kalappam a un pan de pasta de arroz cocido sobre piedra, donde kal (tamil: க‌ல்) significa ‘piedra’. Otro tipo de appam es el kallappam, parecido a un panqueque, donde kall (tamil: க‌ள்) significa ‘tuba’, que se emplea para la fermentación. Este tipo de appam se prepara en un molde llamado appa kal.

## Variantes
- Appam normal: es un panqueque fino cóncavo hecho de harina de arroz fermentada. Toma su forma del pequeño appachatti en el que se cocina. Para elaborarlo, se prepara un rebozado con arroz, levadura, sal y un poco de azúcar. Tras dejar reposar un par de horas, se fríe en el appachatti con un poco de aceite. Puede servirse con leche de coco y azúcar (ampliamente en el norte de Tamil Nadu); en el centro y sur de Kerala se sirven principalmente con estofado de oveja o verdura, o con huevo asado.
- Appam de huevo: igual al normal, pero se rompe un huevo en él mientras se hace.
- Appam de leche: se añade una cucharada de leche de coco espesa o nata de coco al centro de la masa. Cuando se cocina, el centro queda firme por fuera y blando por dentro, y el appam resulta más dulce gracias a la leche de coco.
- Appam de miel: panqueque crujiente cocinado con una generosa cantidad de melaza de palma. Alguna gente también le añade algo de jaggery antes de servirlo para darle más dulzor.
- Appam cadena o idiyappam: vermicelli de arroz enrollados en espirales planas. Se sirve para desayunar con un curri claro de pescado o pollo, conteniendo solo uno o dos trozos de carne, dal (lentejas) y un sambol picante o chutney fresco.
- Inri appam, también llamado pesaha appam: elaborado por los cristianos sirios en Kerala durante el Pésaj. Se moja en almíbar antes de servirlo.[1]

También se llama appam a otro aperitivo dulce del sur de la India, el neyyappam, que tiene su origen en Tamil Nadu y Kerala. Se hace con harina de arroz, azúcar de palma y mantequilla clarificada (ghi). El unni appam es una variante que añade plátano al rebozado, que se vierte en un recipiente llamado appakarai o appakaram, en el que se ha calentado ghi. Los appams toman la forma de pequeñas copas, que se fríen hasta dorarlas. Tanto el neyyappam como el unni appam se toman de aperitivo.